# St. Maria Meeresstern (Werder (Havel))

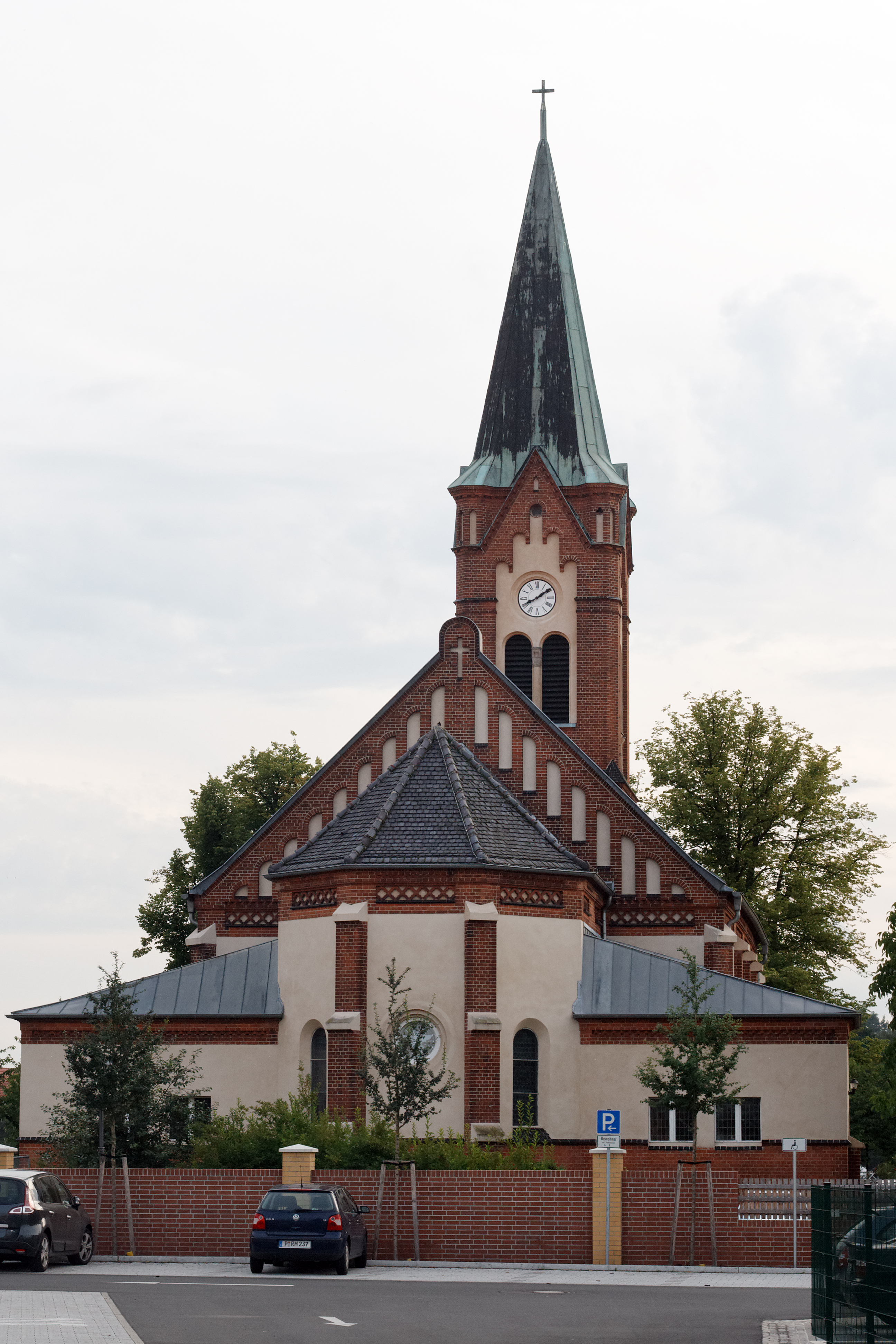
St. Maria Meeresstern (Werder (Havel))

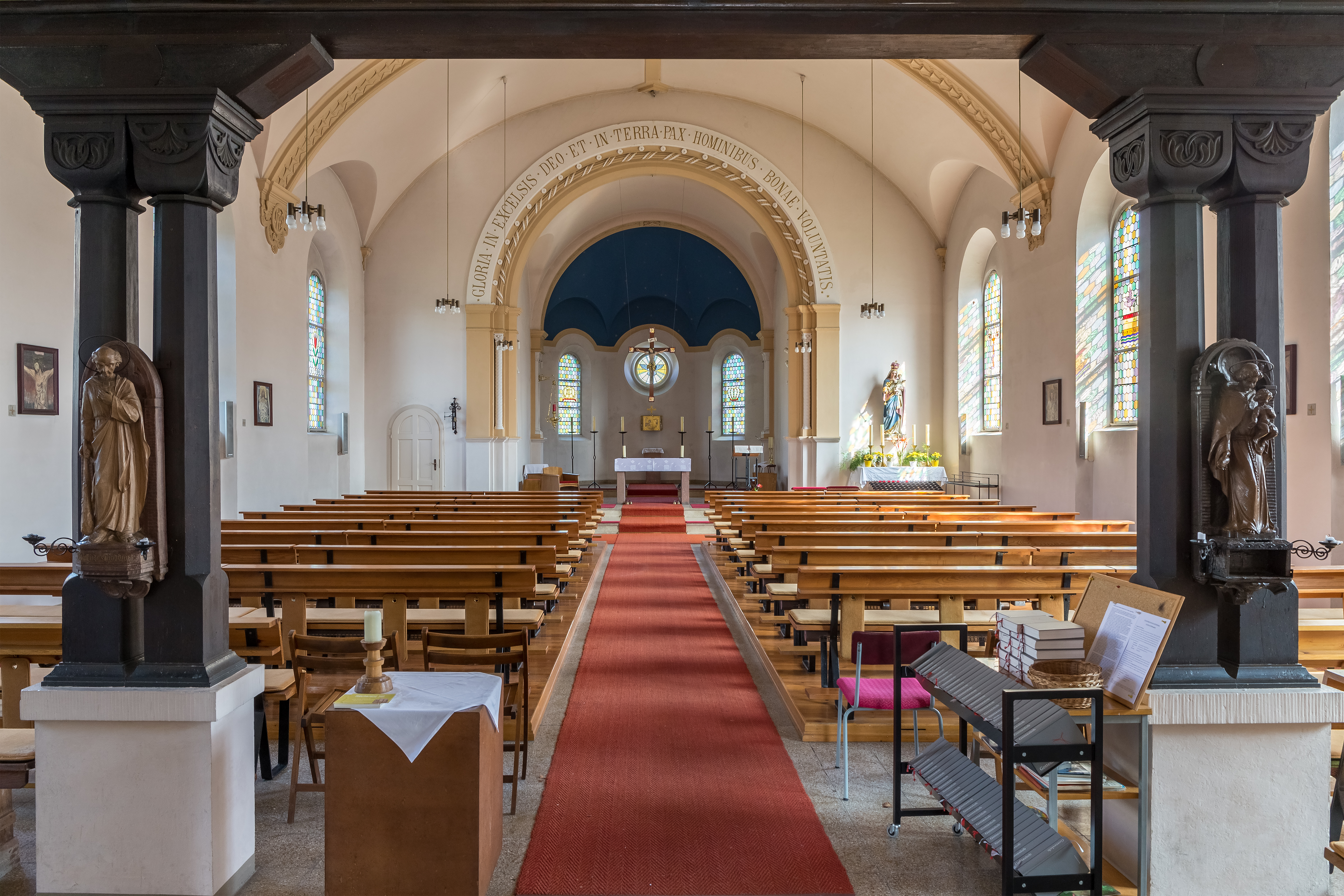
Inneres (2015)

Die römisch-katholische, denkmalgeschützte Filialkirche St. Maria Meeresstern steht in Werder (Havel), einer Stadt im Landkreis Potsdam-Mittelmark von Brandenburg. Die Kirche gehört zur Pfarrei Allerheiligen – Potsdamer Land im Erzbistum Berlin.

## Beschreibung
Die Bauarbeiten für die Saalkirche begannen am 28. August 1905, die Grundsteinlegung folgte am 17. September 1905, und die Weihe fand am 19. August 1906 durch Carl Kleineidam statt. Sie besteht aus einem rechteckigen Langhaus, dessen gestufte Strebepfeiler die vier Joche markieren, die innen mit einem Stichkappengewölbe überspannt sind, einem eingezogenen, dreiseitig geschlossenen Chor im Osten und einem dreigeschossigen Kirchturm auf quadratischem Grundriss im Westen. Den Chor flankieren im Norden und im Süden quadratische Anbauten für die Sakristei und die Winterkirche. Der Anbau im Südwesten des Kirchturms enthält eine Treppe, die zur Empore im hinteren Teil des Kirchenraums führt. Bei der Sanierung 1967–71 wurden der Kirchturm und das Langhaus neu gedeckt. 
Der Chorbogen trägt die Aufschrift „GLORIA IN EXCELSIS DEO ET IN TERRA PAX HOMINIBUS BONAE VOLUNTATIS“, den Beginn des Gloria der heiligen Messe: „Ehre sei Gott in der Höhe und Friede auf Erden den Menschen seiner Gnade“, nach Lk 2,14 . An der Wand rechts vom Choreinzug steht eine Skulptur der Maria Königin mit Krone und Szepter und dem Jesuskind auf dem linken Arm. Der Chorraum wurde nach der Liturgiereform des Zweiten Vatikanischen Konzils 1973 umgestaltet, ein schlichter steinerner Altar wurde unter dem Chorbogen aufgestellt, und anstelle des Retabels des früheren Hochaltars ist jetzt ein goldener Tabernakel mit einer Lamm-Gottes-Darstellung an der Rückwand des Chores befestigt. Über dem Altar hängt ein großes Kruzifix.
Die Orgel wurde 1930 von Georg Meißner für sich als Hausorgel gebaut. 1942 kam sie in die Kirche. Wegen des inzwischen schlechten Zustands plant die Gemeinde den Bau einer neuen Orgel durch den Orgelbauer Schuke, die den guten akustischen Gegebenheiten des Kirchenraumes besser gerecht wird.

## Wallfahrt
Im Zweiten Weltkrieg, am Hochfest der Aufnahmer Mariens in den Himmel, dem 15. August 1943, pilgerten erstmals rund 300 Gläubige von Brandenburg an der Havel nach Werder, initiiert durch den Brandenburger Buchhändler Paul Dolata. Seitdem findet jährlich am Sonntag nach dem Hochfest Mariä Aufnahme in den Himmel eine Marienwallfahrt hierhin statt. Das Erzbistum Berlin machte die Kirche zur offiziellen Wallfahrtskirche für das Heilige Jahr 2025.